# Daniel Lomeli
Daniel Lomeli (Tepatitlan, 4 novembre 1985) è un pugile statunitense.
Ha un record attuale di 16-1, con 8 successi prima del limite.